# Ischaemum tropicum
Ischaemum tropicum är en gräsart som beskrevs av Bryan Kenneth Simon. Ischaemum tropicum ingår i släktet Ischaemum och familjen gräs. Inga underarter finns listade i Catalogue of Life.